# Robert Kołos
Robert Kołos (ur. 16 września 1958 w Warszawie) – polski fizykochemik, profesor dr hab. nauk chemicznych, pracownik naukowy Instytutu Chemii Fizycznej PAN, w którym kieruje laboratorium astrochemicznym.
Ukończył studia na Wydziale Chemii UW (1981), a w roku 1991 uzyskał stopień doktora nauk chemicznych za rozprawę pt. „Nowa metoda impulsowej fotolizy laserowej; rozdzielcze w czasie badania fotodysocjacji dwucjanocetylenu” wykonaną pod kierunkiem prof. Zbigniewa Grabowskiego. Stopień doktora habilitowanego uzyskał w 2004 r., a tytuł profesora nauk chemicznych w 2013 r.

## Życie prywatne
Jest synem prof. Włodzimierza Kołosa i Marii Anieli z d. Woźna. Żonaty z Elżbietą Marią Polańską. Posiada dwoje dzieci: córkę Marię i syna Norberta.